# コモンリスザル
コモンリスザルは、南アメリカ北部の森林に生息するオマキザル科の小型の新世界ザル。単にリスザルとも言う。

## 分布
ブラジルやコロンビア、フランス領ギアナ、スリナム、ベネズエラ、プエルトリコなどに分布している。

## 保全状態評価
- LEAST CONCERN (IUCN Red List Ver. 3.1 (2001))
[1]